# Minimalløn
Minimalløn er, sammen med det beslægtede begreb mindsteløn, et centralt begreb i den danske lønstruktur, der fastsættes ved overenskomsterne, ikke mindst på LO/DA-området. De to begreber angiver den laveste løn, som en arbejdsgiver/virksomhed må udbetale til en medarbejder, der er dækket af den pågældende overenskomst.
Begrebet bør ikke forveksles med en lovfæstet minimumsløn, som eksisterer i bl.a. USA og de fleste andre EU-lande, men ikke i Danmark.

## Danske lønsystemer
På det private manuelle danske arbejdsmarked findes der fire lønsystemer:
- Normallønssystemet: Her fastsættes hele lønnen ved overenskomstforhandlingerne, sådan at der som hovedregel ikke kan forhandles løn i løbet af overenskomstperioden. Systemet har tidligere været meget udbredt blandt ufaglærte og omfatter i dag 16 % af de ansatte indenfor LO/DA-området. Det er også fortsat meget anvendt inden for den offentlige sektor.

- Minimallønssystemet: Her fastsætter overenskomsterne alene en grundløn (minimallønnen). Den faktiske løn forhandles så lokalt i form af en række tillæg. Dette system er mest udbredt blandt faglærte arbejdere. Normalt fastsætter overenskomsterne direkte mulighed for at forhandle løn en eller flere gange i løbet af overenskomstperioden (dog uden konfliktret).

- Mindstebetalingssystemet: Her er lønnen mere individualiseret. Overenskomsten sikrer alene den ansatte en vis, som regel ret lav, mindsteløn. Også her vil der typisk være ret til lokale lønforhandlinger, også i løbet af overenskomstperioden. Minimallønssystemet og mindstebetalingssystemet omfatter tilsammen 62 % af de ansatte indenfor LO/DA-området.

- Overenskomster uden lønsats omfatter de sidste 22 % af de ansatte på LO/DA-området. Her fastsættes hele lønnen ved forhandlinger på den enkelte arbejdsplads.

## Minimalløn og mindsteløn
Forskellen på minimalløn og mindsteløn kan synes beskeden, og både i den arbejdsretlige faglitteratur og i overenskomsterne er der uklarhed over, hvordan man skelner mellem minimalløn og mindstebetaling. I praksis bruges begreberne således ofte synonymt. Minimalløn er den ældste betegnelse, mens begrebet mindstebetaling siden har udviklet sig fra minimallønssystemet. Der er den principielle forskel, at minimallønnen skal forstås som en grundløn, der tages udgangspunkt i ved lokale forhandlinger, og som lokale tillæg så typisk vil supplere. Mindstelønnen skal ikke på samme måde forstås som en naturlig grundløn, men udgør blot en absolut nedre grænse for, hvad arbejdsgiverne skal betale for en times arbejde på det givne sektorområde.

## Ingen lovfæstet minimumsløn
Ansatte på virksomheder, som ikke er omfattet af en overenskomst, har kun krav på den løn, der er anført i deres ansættelseskontrakt eller på tilsvarende vis aftalt. Dette betyder at man i Danmark ikke har en lovbestemt minimumsløn, som det kendes fra mange andre lande, altså en alment gældende minimumsaflønning for en arbejdstime.